# Белоозёрск
Белоозёрск (бел. Бе́лаазё́рск) — город в Берёзовском районе Брестской области Беларуси. Находится близ озера Белое — единственного места в Беларуси, где обитает восточная речная креветка Macrobrachium nipponense. Расположена железнодорожная станция Белоозёрск.
Численность населения — 10 917 человек (2025).

## География
Город расположен между тремя озёрами Белое, Чёрное и Споровское в 27 км к юго-востоку от города Берёза. По отношению к другим крупным городам он расположен следующим образом: в 100 км северо-восточнее Бреста, в 250 км юго-западнее Минска.
Недалеко от Белоозёрска проходят железнодорожные и автомобильные магистрали Париж — Берлин — Варшава — Брест — Минск — Москва.

## Геральдика
Герб утверждён решением Белоозерского городского Совета депутатов от 28 сентября 1998 года № 240. Зарегистрирован в Гербовом матрикуле Республики Беларусь 11 ноября 1998 года № 30. Положение о гербе утверждено решением Белоозерского горисполкома от 27 октября 1998 года № 240.

## История
Строительство города началось в 1958 году недалеко от села Нивки как посёлок энергетиков в связи со строительством Берёзовской ГРЭС и первоначально назывался Березовским.
В 1960 году рабочий посёлок получил свое современное название.
16 сентября 1970 года Белоозерск стал городом районного подчинения. Современная структура города определяется генпланом, который был разработан в 1963 году и дополнен в 1975 году.
Герб Белоозерска был утверждён 11 ноября 1998 года. Основой для его создания послужил герб Бреста, который является областным центром. Полумесяц напоминает о роде Пусловских, чье родовое гнездо было расположено неподалёку, а перекрещенные молнии — о том, что город является одним из крупнейших производителей электроэнергии в Беларуси.

## Население
Численность населения — 10 917 человек (на 1 января 2025 года).
Численность населения Белоозёрска по годам.
| График не отображается по техническим причинам. Чтобы исправить это, воспроизведите график в новом формате, если это возможно. |

В 2017 году в Белоозёрске родилось 143 и умерло 117 человек. Коэффициент рождаемости — 11,6 на 1000 человек (средний показатель по району — 12,2, по Брестской области — 11,8, по Республике Беларусь — 10,8), коэффициент смертности — 9,5 на 1000 человек (средний показатель по району — 13,9, по Брестской области — 12,8, по Республике Беларусь — 12,6).
| Динамика населения | 1969  | 1991     | 2005     | 2010     | 2015     | 2020     | 2021     | 2022     | 2023     | 2024     | 2025    |
| ------------------ | ----- | -------- | -------- | -------- | -------- | -------- | -------- | -------- | -------- | -------- | ------- |
| Динамика населения | 6 744 | ▲ 11 400 | ▲ 13 400 | ▼ 12 500 | ▲ 12 606 | ▼ 11 400 | ▼ 11 115 | ▼ 11 004 | ▼ 10 997 | ▼ 10 984 | ▼10 917 |

## Экономика
- Энергетика
  - Березовская ГРЭС — вторая по мощности электростанция в Беларуси. Установленная электрическая мощность: 1095 МВт (2018)[16]. На её базе с 2023 года работает крупнейшая в Беларуси майнинг ферма — десятки тысяч компьютеров, развивает китайская компания; использует 20% всего энергопотребления брестской области (105 мегават)[17].
- Промышленность
  - Белоозерскэнергоремонт — ремонт и монтаж оборудования ТЭС.
  - Белоозёрский ЗБИ — производитель тротуарной плитки, стеновых блоков, дорожного и тротуарного бордюра.
  - Производственно Унитарное Предприятие Белоозерский Завод Ячеистого Бетона (БЗЯБ) «Осмос».
  - ООО «Белинвестторг-Сплав» — завод по производству свинца и сплавов.
  - УПП «Вердимар» — завод по производству обуви.
- Туризм/Экотуризм
  - Споровский заказник (белор. Спораўскі заказнік) — биологический заказник республиканского значения, территория заказника представляет собой один из крупнейших в Европе комплексов пойменных низинных болот. Одно из немногих мест в Европе и единственное в Белоруссии, где гнездится вертлявая камышовка (лат. Acrocephalus paludicola). Около 9 % мировой популяции этой птицы выводит здесь своё потомство, это самая высокая в мире концентрация особей данного вида. В пределах заказника в пойме реки Ясельда расположена живописная экологическая тропа «В краю вертлявой камышевки», частично проходящая по низинным болотам. Протяжённость эко-тропы: 2 километра.
  - Озеро Белое (белор. возера Белае) — единственное место в Белоруссии, где обитает уникальный субтропический вид — восточная речная креветка (лат. Macrobrachium nipponense).
  - Оздоровительный центр «Энергия» — рекреационный комплекс с медицинскими и оздоровительными услугами.
  - Гостиница «Энергия»  — гостиница категории «3 звезды» в центре города. Номерной фонд составляет 36 номеров категорий твикс, люкс, стандарт.

## Образование и религия
В городе имеются две общеобразовательные школы и одна гимназия, Белоозерский государственный профессионально-технический колледж электротехники. Работают пять детских дошкольных учреждений, Белоозёрская детская школа искусств, филиал Берёзовской детско-юношеской спортивной школы и Дворец Культуры.
Действует 3 храма: православной (Церковь им. Преподобного Серафима Саровского), католической (Костёл им. Святой Девы Марии Ружанцовой), протестантской (Церковь христиан веры Евангельской им. Святой Троицы) конфессий.

## Культура
- Дом культуры
- Кинотеатр
- Историко-краеведческий музей ГУО "Гимназия г. Белоозёрска"
- Музейная экспозиция под открытом небом «Каменная легенда»
- Музей этнографии

## События и мероприятия
- 2025 год — областной фестиваль «Дажынкi»

## Достопримечательность
- Братская могила советских воинов и партизан
- Костёл Св. Девы Марии Руженцовой
- Церковь в честь преподобного Серафима Саровского

### Памятник, скульптура
- Памятник В. И. Ленину

## Галерея

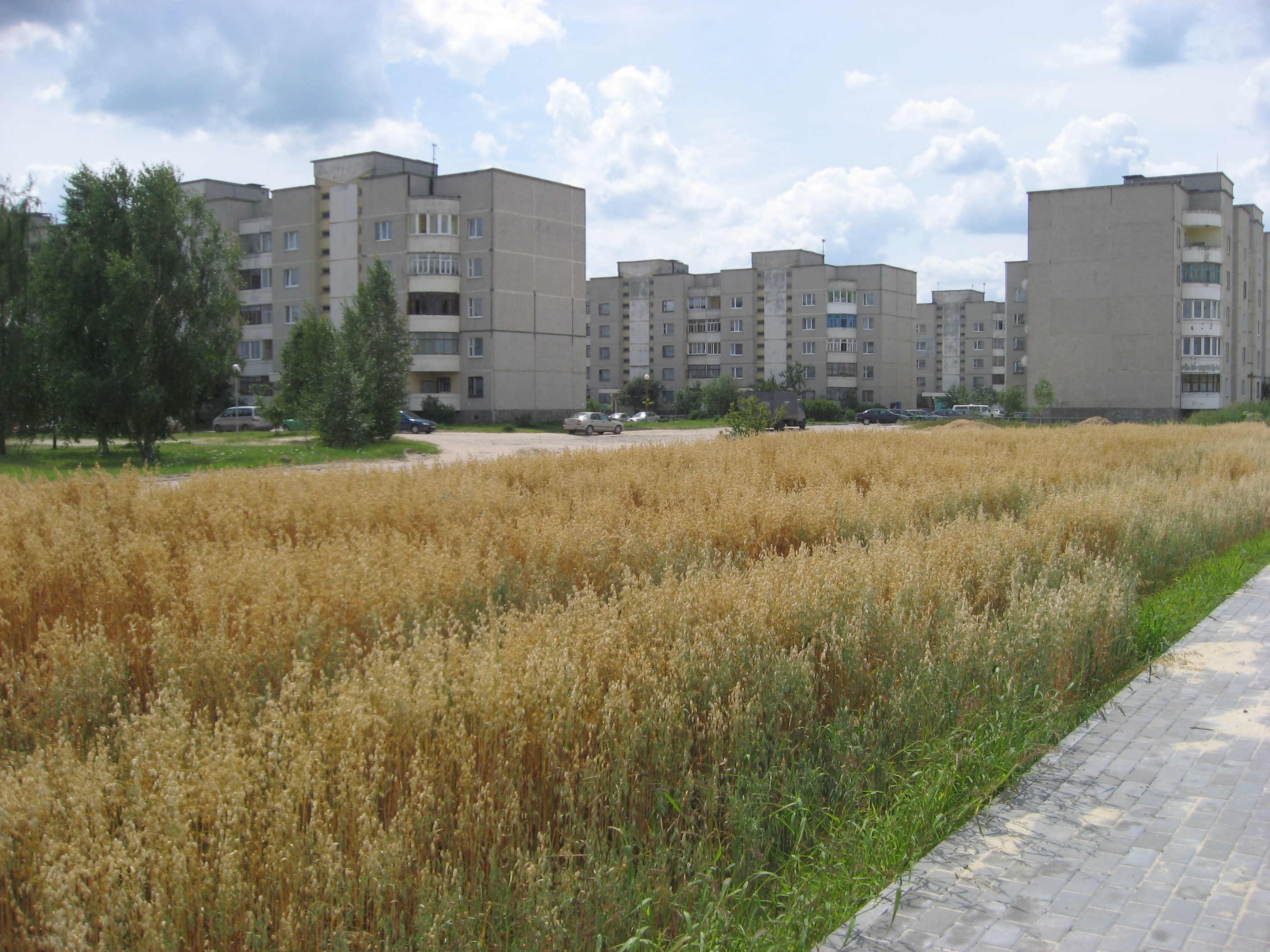
ул. Глинского
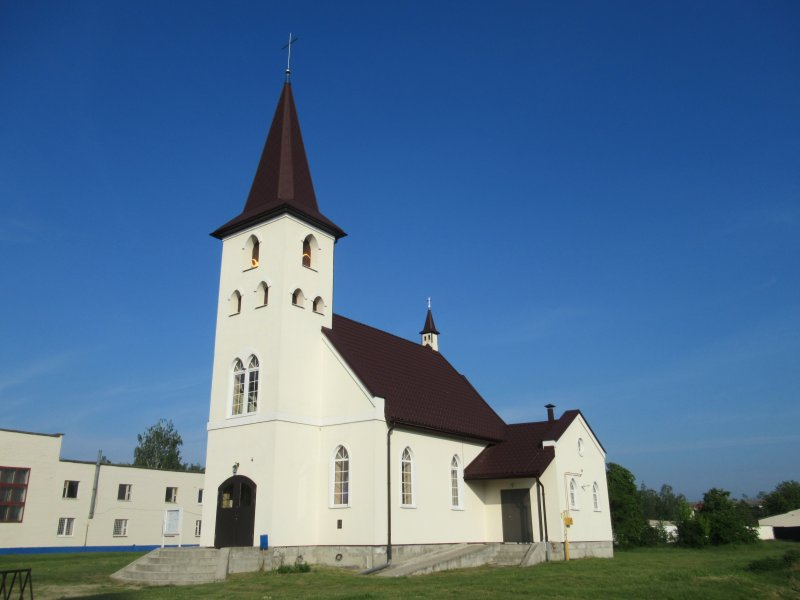
Костёл Св. Девы Марии Руженцовой
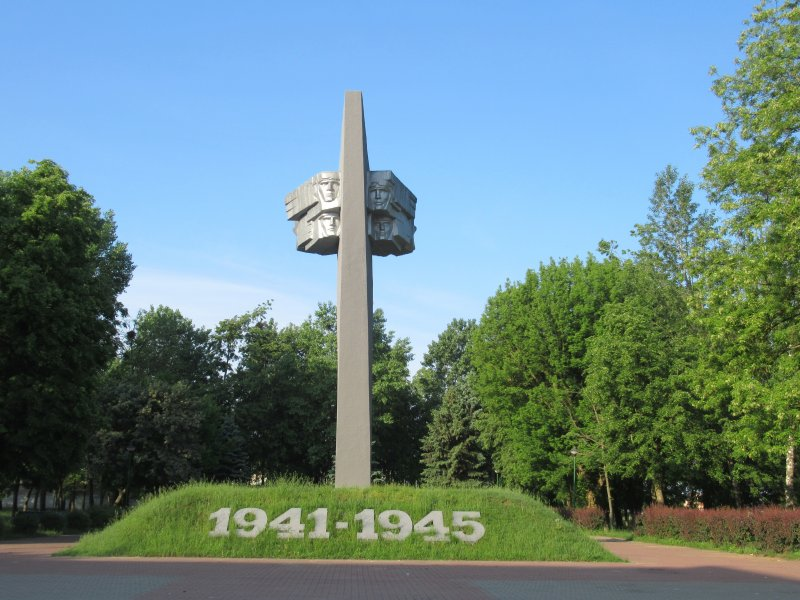
Братская могила советских воинов и партизан
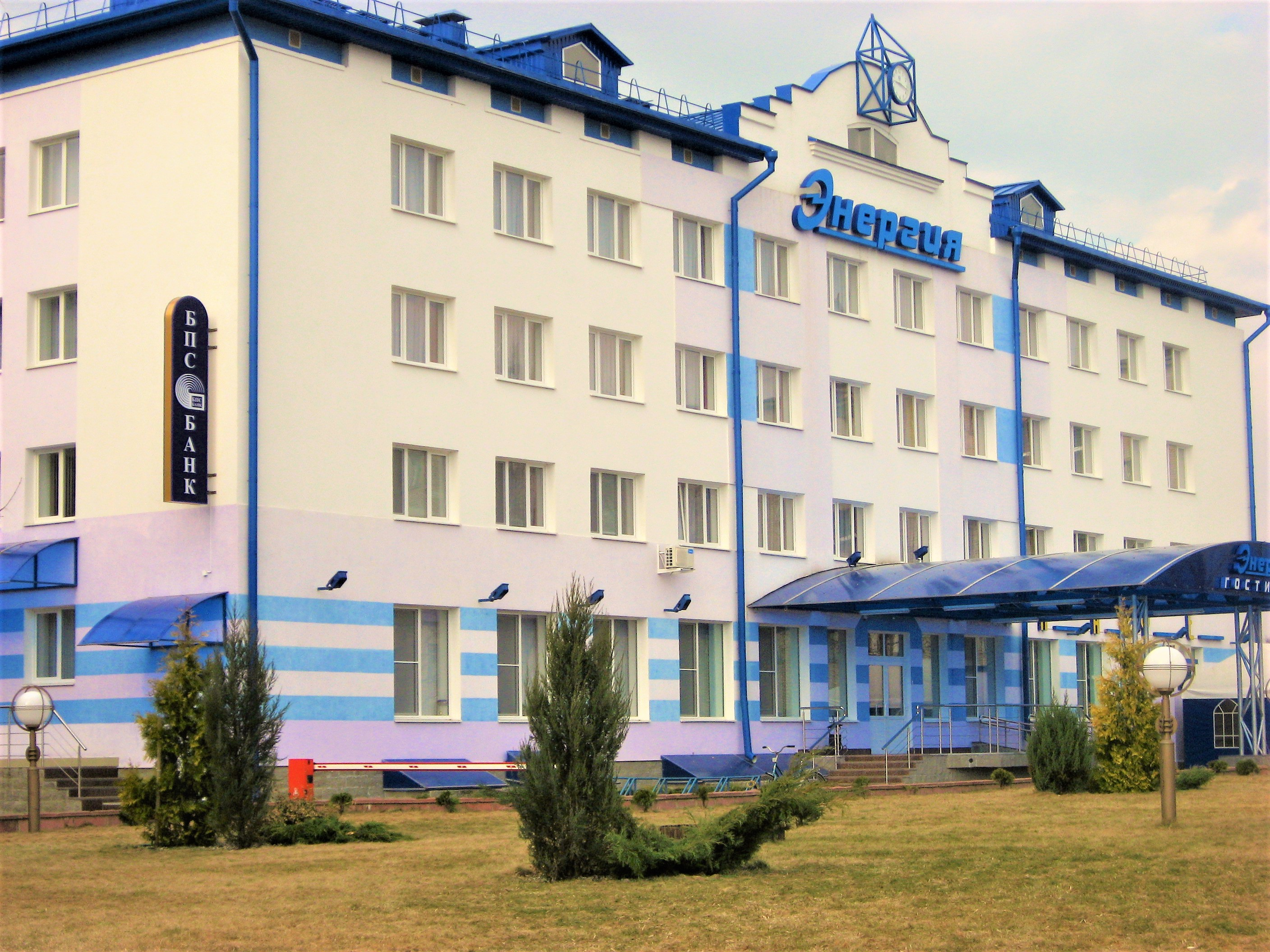
Гостиница "Энергия"
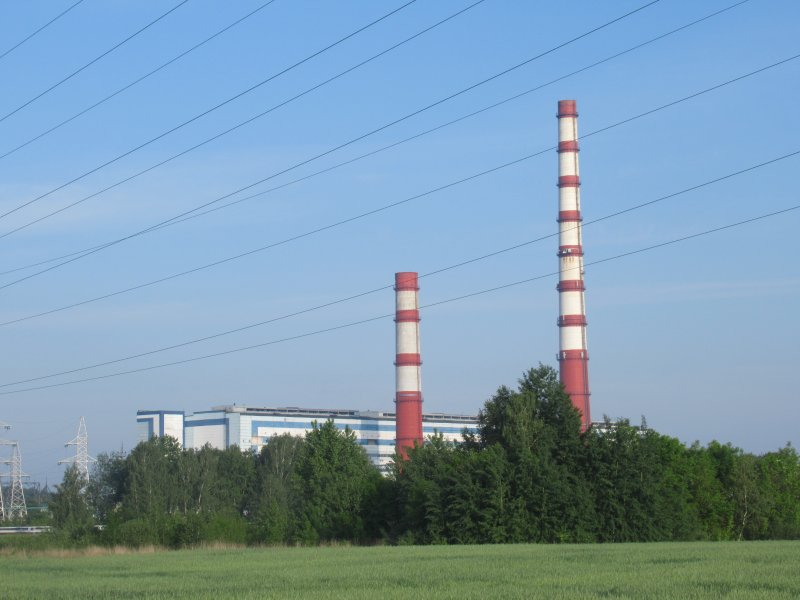
Березовская ГРЭС